# Las Vegas Strip
Las Vegas Strip („the Strip”) – odcinek Las Vegas Boulevard o długości około 6,8 km, formalnie podległy Las Vegas, jednak w rzeczywistości wykraczający poza granice miasta, głównie na jednostki niemunicypalne: Paradise oraz Winchester. Większość the Strip została wyróżniona przez National Scenic Byway i włączona do programu All-American Road, czyli dróg typowo amerykańskich.
Przy Las Vegas Strip działa dziewiętnaście z dwudziestu pięciu największych hoteli na świecie pod względem liczby pokoi (w sumie jest to ponad 67 tys. pokoi). Jeden z tychże dziewiętnastu obiektów, Las Vegas Hilton, nie znajduje się bezpośrednio przy the Strip, jednak usytuowany jest niespełna 0,8 km od bulwaru.
Charakterystyczną cechą Las Vegas Strip jest różnorodność architektoniczna. Nowoczesne hotele, kasyna, restauracje i wieżowce mieszkalne uczyniły z miasta popularny cel podróży dla gości z całego świata.

## Granice
W ścisłym znaczeniu, „the Strip” odnosi się wyłącznie do odcinka Las Vegas Boulevard położonego pomiędzy Sahara Avenue oraz Russell Road, mającego długość 6,8 km. Jednakże termin ten wykorzystywany jest nie tylko w odniesieniu do samej drogi, ale również kasyn i hoteli przy niej położonych. Kilka agencji rządowych, a w tym Komisja Gier stanu Nevada, klasyfikuje nieruchomości jako „Las Vegas Strip” w celach sprawozdawczych; zgodnie z definicją, mogą to być obiekty, które znajdują się w odległości 1,6 km lub więcej od Las Vegas Boulevard (tak jak na przykład Hard Rock Hotel & Casino).
Komisja Gier stanu Nevada za najdalej wysunięty na północ fragment the Strip uznaje Sahara Avenue. W przeszłości południowym krańcem bulwaru była Tropicana Avenue, jednak wraz z rozbudową okolic, granicę the Strip przesunięto do Russell Road. Tym samym, Komisja wyróżniła Mandalay Bay jako najdalej wysunięty na południe obiekt przy the Strip.

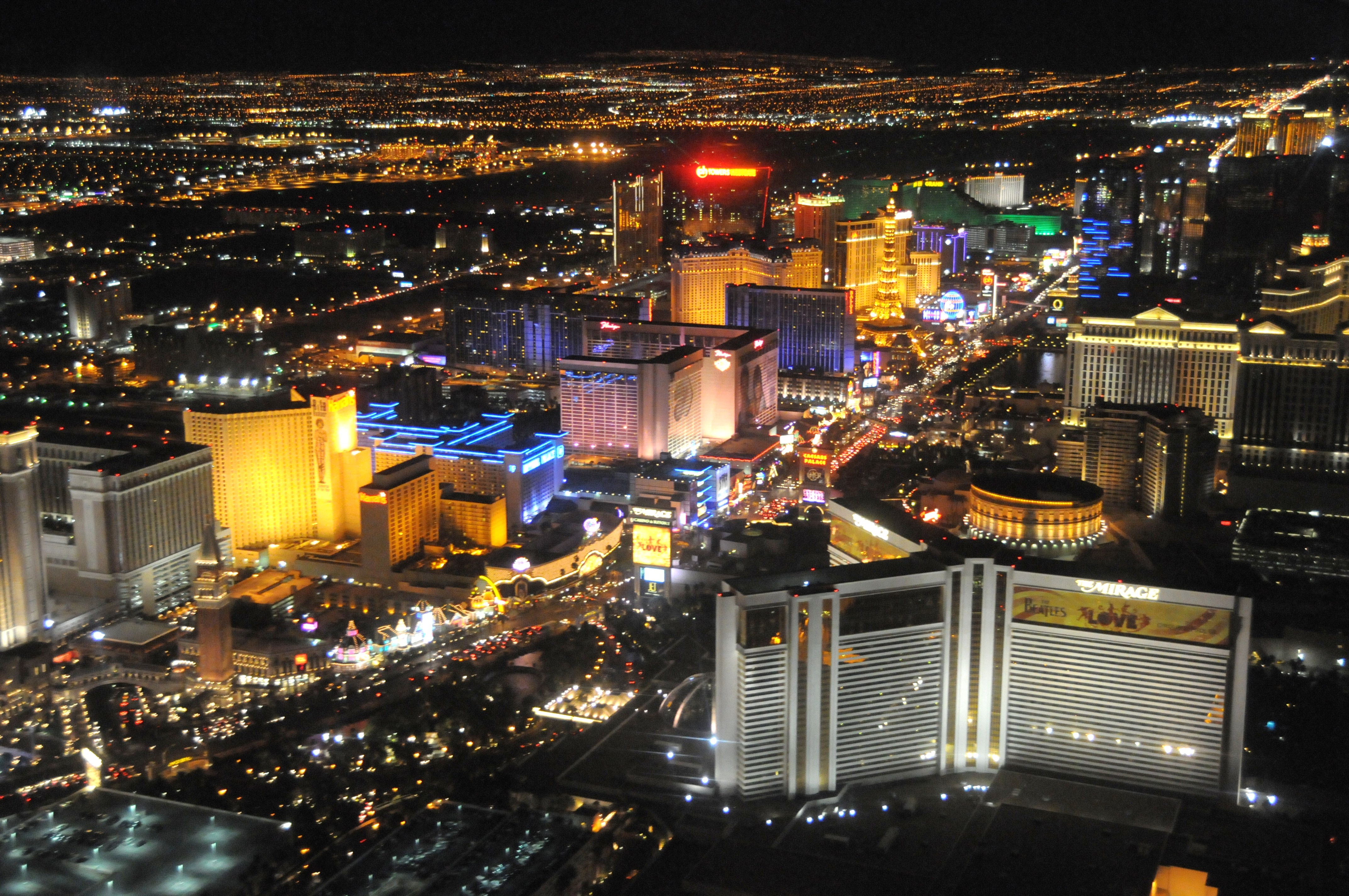
The Strip w 2009 roku

Według Komisji, obszar gier the Strip obejmuje wszystkie kasyna znajdujące się przy Las Vegas Boulevard South pomiędzy Russell Road oraz Sahara Avenue, a także okoliczne obiekty, które nie leżą bezpośrednio przy bulwarze. Są wśród nich między innymi The Rio i The Palms oraz kilka mniejszych kasyn, znajdujących się po zachodniej stronie Las Vegas Boulevard. Obiekty położone po wschodniej stronie Las Vegas Boulevard, przy Paradise Road, takie jak Las Vegas Hilton, Terrible’s Casino, The Westin Las Vegas Hotel & Spa, Hooters Casino Hotel oraz Hard Rock, również wliczane są do obszaru gier the Strip. Komisja Gier stanu Nevada do tegoż obszaru nie zalicza jednak The Stratosphere, który znajduje się na północ od Sahara Avenue przy Las Vegas Boulevard.
Słynny znak Welcome to Fabulous Las Vegas umiejscowiony jest na południe od Russell Road, naprzeciw nieistniejącego już Klondike Hotel & Casino.
Nowsze obiekty, takie jak South Point Hotel, Grandview Resort i M Resort, powstają przy Las Vegas Boulevard South w odległości ponad 8 mil na południe od znaku Welcome to Fabulous Las Vegas. Marketingowe hasła tych kompleksów reklamują je jako kasyna położone w południowych sekcjach Las Vegas Boulevard, a nie jako obiekty działające przy the Strip. Mimo to, obszary południowego Las Vegas Boulevard określa się często mianem South Strip.

## Historia

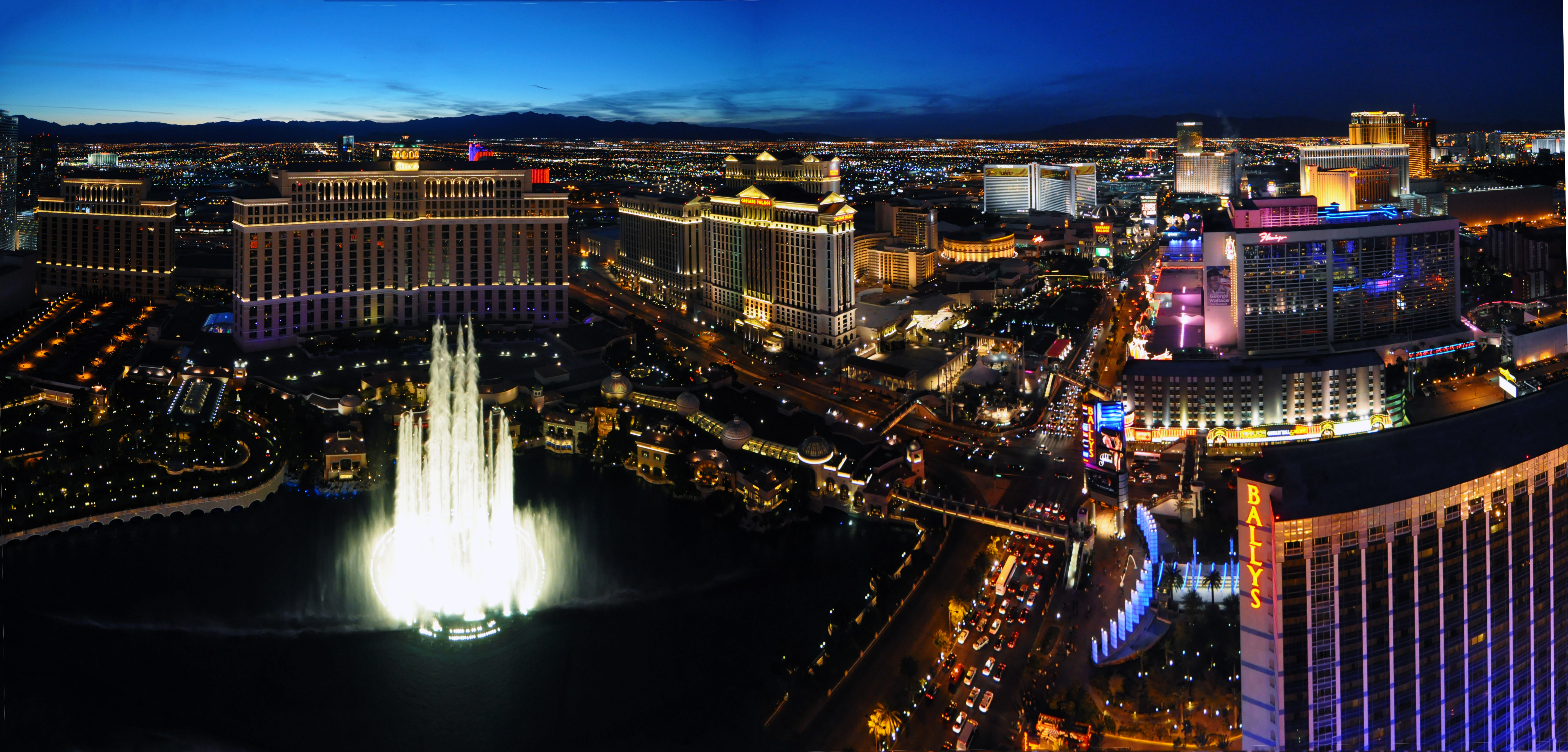
The Bellagio, Caesars Palace i kilka innych obiektów przy the Strip

Pierwszym kasynem wybudowanym przy Highway 91 był Pair-o-Dice Club z 1931 roku, jednak pierwszym obiektem powstałym na obszarze obecnego the Strip był El Rancho Vegas, otwarty 3 kwietnia 1941 roku i liczący 63 pokoje. El Rancho funkcjonował przez niemal dwadzieścia lat, dopóki nie został zniszczony przez pożar w 1960 roku. Jego sukces przyczynił się do otwarcia Hotel Last Frontier w 1942 roku, czyli drugiego obiektu rozrywkowego na terenie współczesnego the Strip. Rosnące znaczenie Las Vegas jako amerykańskiego centrum gier hazardowych przyciągało do miasta postacie związane z przestępczością zorganizowaną. Nabywali oni jawne lub tajne udziały w kasynach, tak jak nowojorski gangster Bugsy Siegel, który zainwestował w Flamingo, otwarty w 1946 roku, a także Desert Inn, otwarty w 1950 roku.
Kilka dekad temu Las Vegas Boulevard South określany był mianem Arrowhead Highway lub Los Angeles Highway. Pomysłodawcą nazwy the Strip był oficer policji Los Angeles Police Department, Guy McAfee, który zaczerpnął ją od nazwy hollywoodzkiego bulwaru Sunset Strip.
W 1968 roku Kirk Kerkorian został nowym właścicielem Flamingo. Obiekt stał się bazą treningową dla przyszłych pracowników International Hotel, który pozostawał w fazie konstrukcji. Otwarty w 1969 roku, International Hotel, liczący 1,512 pokoi, był pierwszym tak dużym kompleksem przy the Strip. Obecnie International działa jako Las Vegas Hilton.
Pierwszy MGM Grand Hotel and Casino otwarty został w 1973 roku jako własność Kerkoriana i składał się w sumie z 2,084 pokoi. W tamtym okresie, MGM Grand stanowił jeden z największych hoteli na świecie. 21 listopada 1980 roku MGM Grand został doszczętnie zniszczony przez pożar – największy, jaki kiedykolwiek dotknął obiekt rozrywkowy w historii Las Vegas; w jego wyniku życie utraciło 87 osób. MGM Grand został ponownie otwarty osiem miesięcy później. W 1986 roku Kerkorian sprzedał MGM Grand korporacji Bally Manufacturing, która zmieniła jego nazwę na Bally’s.

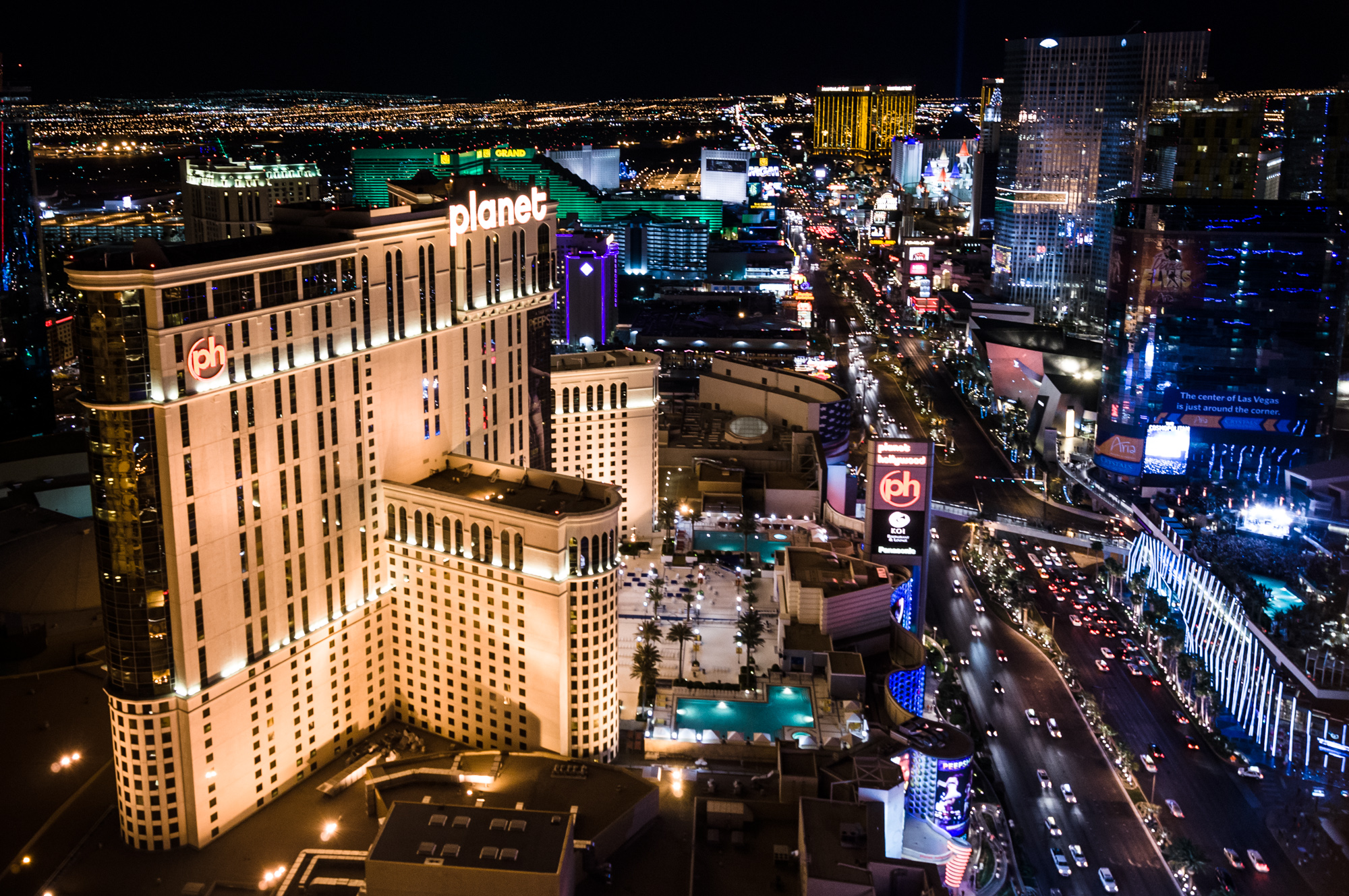
Las Vegas Strip nocą, na pierwszym planie hotel Planet Hollywood.

W 1989 roku, wraz z oficjalnym otwarciem The Mirage, doszło do przełomu w dziejach współczesnego Las Vegas. Zapoczątkowana została bowiem era luksusowych mega-kompleksów. Wielkie obiekty oferują kompleksową rozrywkę, wyszukane restauracje, liczne butiki, a także szeroką gamę gier hazardowych. W obliczu tej sytuacji, mniejsze hotele i kasyna nie były w stanie rywalizować z konkurencją, przez co kończyły swoją działalność. Wśród nich były m.in.: Dunes, The Sands, Stardust oraz Sahara.

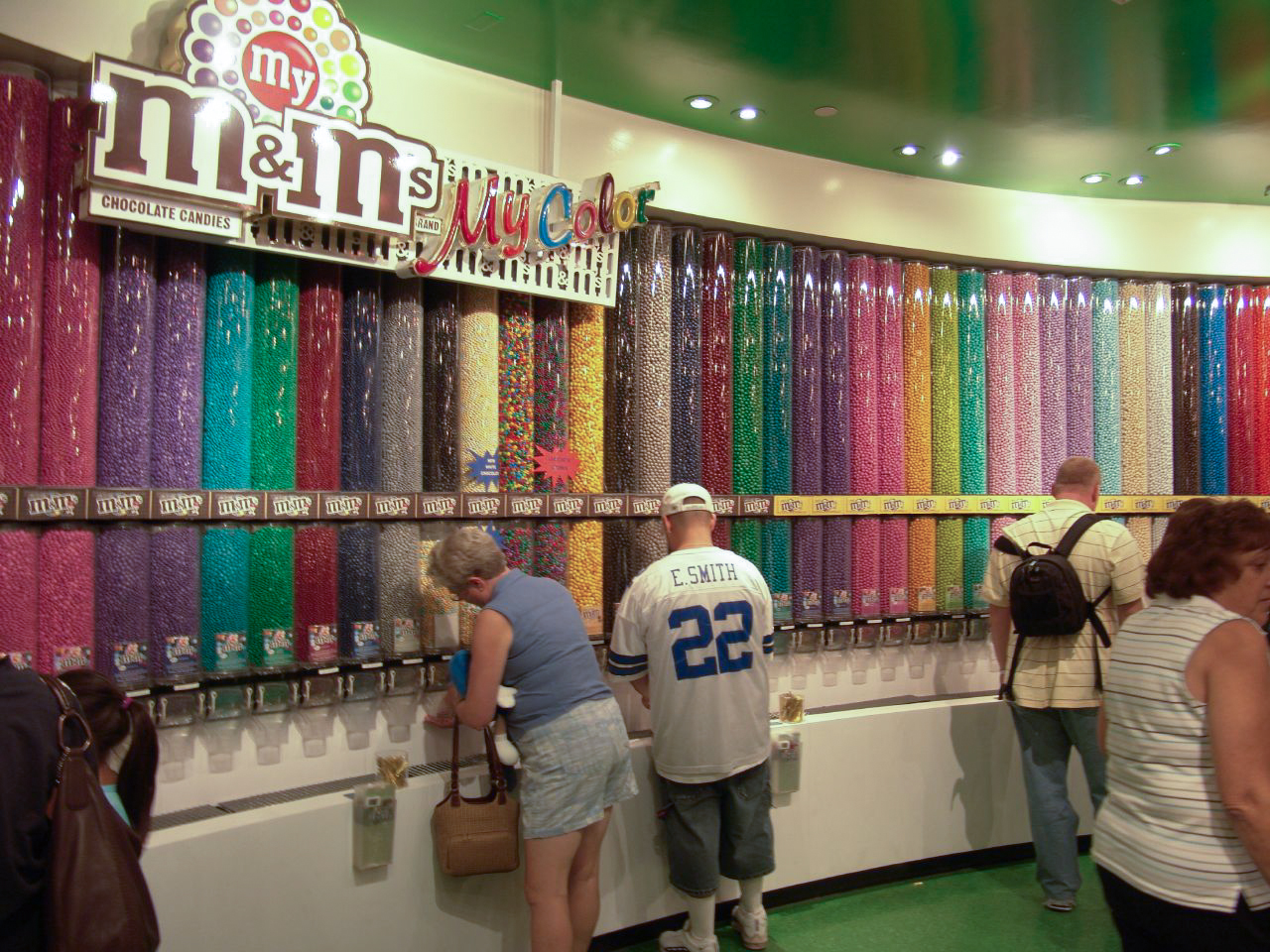
Wnętrze M&M’s World w Las Vegas

W 1995 roku, po śmierci Deana Martina, w geście szacunku wobec artysty, wyłączone zostały światła wzdłuż the Strip. Na jego cześć nadano również jednej z sekcji Industrial Road nazwę Dean Martin Drive. Światła przy the Strip wygasły także w 1998 roku, w hołdzie zmarłemu Frankowi Sinatrze.
Poza ogromnymi hotelami i kasynami, the Strip oferuje również szeroki wachlarz innych atrakcji, takich jak m.in.: M&M’s World, Adventuredome czy też Fashion Show Mall. Począwszy od lat 90., the Strip stał się popularnym miejscem spędzania nocy sylwestrowej.
W 2004 roku korporacja MGM Resorts International ogłosiła plany konstrukcji CityCenter – wartego 7 miliardów dolarów, wielofunkcyjnego projektu, zajmującego powierzchnię 31 hektarów. Jego budowa rozpoczęła się w kwietniu 2006 roku, a większość części składowych została oddana do użytku pod koniec roku 2009. W skład kompleksu wchodzą luksusowe hotele, kasyna, apartamentowce, przestrzeń handlowa, galerie sztuki, a także biurowce biznesowe. CityCenter stanowi obecnie największy tego typu obiekt na świecie.

## The Strip dzisiaj

### Transport
Las Vegas Monorail, mimo że nie obejmuje bezpośrednio Las Vegas Strip, przebiega po wschodniej stronie bulwaru, od Tropicana Avenue do Sahara Road.
RTC Transit (w przeszłości CAT lub Citizens Area Transit) oferuje transport wzdłuż the Strip w postaci dwupiętrowych autobusów, znanych jako The Deuce. Kursują one pomiędzy Mandalay Bay na południowym krańcu the Strip a Downtown Transportation Center (DTC) w pobliżu Fremont Street Experience i zatrzymują się niemal przy wszystkich mijanych kasynach. RTC operuje również ekspresowymi busami, zwanymi ACE Gold Line. Ich trasa łączy the Strip z Las Vegas Convention Center oraz Downtown Las Vegas, zaś przystanki znajdują się przy wybranych hotelach i centrach handlowych.
Turystyczne kolejki szynowe kursują co 15 minut wzdłuż the Strip i zatrzymują się przy wielu mijanych hotelach, a także Fashion Show Mall. Jednorazowy bilet kosztuje 3 dolary, niezależnie od długości przejazdu. Alternatywą jest bilet 24-godzinny, wart 7 dolarów.
Po zachodniej stronie the Strip działa kilka darmowych linii kolei szynowej, a w tym:
- Mandalay Bay Tram, łącząca Mandalay Bay, Luxor i Excalibur
- CityCenter Tram, łącząca Monte Carlo, The Crystals i Bellagio
- linia łącząca Treasure Island i The Mirage

Po Las Vegas Strip przemieszczać się można za pośrednictwem taksówek, jednak mogą one zatrzymywać się wyłącznie przed wejściami do hoteli lub w specjalnie wyznaczonych miejscach.

### Darmowy transport

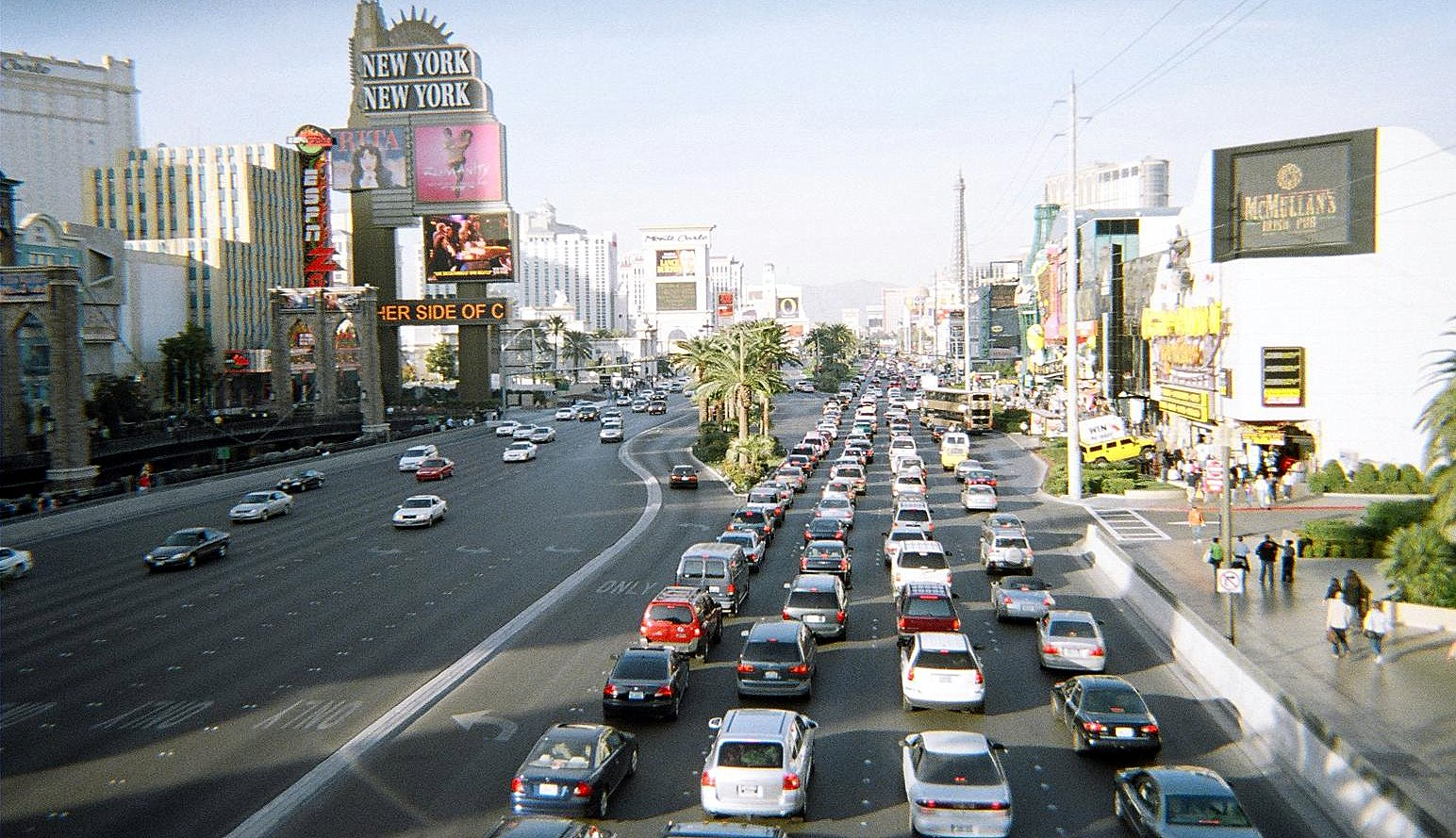
Codzienny ruch uliczny na Las Vegas Blvd.

Darmowy transport oferowany jest przede wszystkim przez poszczególne hotele lub inne obiekty przy the Strip, które działają w porozumieniu, i na jego mocy finansują własne linie autobusowe lub kolej szynową. Często zdarza się, że aby skorzystać z darmowego transportu wymagane jest posiadanie karty-klucza pokojowego z danego obiektu. Polityka w tym aspekcie jest bardzo zróżnicowana. Darmowy transport oferowany jest na trasach:
- Harrah’s ↔ Rio; kursuje co 30 minut
- Sam’s Town ↔ Bill’s Gamblin’ Hall ↔ Harrah’s ↔ Riviera ↔ Tropicana; kursuje co 30 minut
- Paris ↔ Bally’s ↔ Rio; kursuje co 30 minut
- Hard Rock ↔ Fashion Show Mall; kursuje co 30 minut

### Ruch pieszych
Poszczególne hotele przy the Strip podjęły działania, aby ulice stały się bardziej przyjazne dla pieszych. Projekty stosunkowo nowych obiektów przy bulwarze dużą uwagę skupiają na fasadach budynków. Mają one zwracać uwagę przechodniów, dzięki czemu wiele elementów zewnętrznych hoteli stało się atrakcjami samymi w sobie, tak jak na przykład słynne fontanny Bellagio oraz sztuczny wulkan The Mirage. Piesi gromadzą się na okolicznych chodnikach, by oglądać ich pokazy.
Aby rozwiązać problem ruchu pieszych na popularnych skrzyżowaniach, utworzono kilka mostów, dzięki którym przechodnie mogą bezpiecznie przemieszczać się z jednej strony jezdni na drugą. Pierwszym skonstruowanym mostem był ten nad intersekcją Tropicana – Las Vegas Boulevard. Sukces projektu przyczynił się do budowy kolejnych mostków, na skrzyżowaniach: Flamingo Road; The Mirage/Treasure Island/The Venetian; Las Vegas Boulevard-Spring Mountain/Sands Avenue (które łączy Wynn z Fashion Show Mall i The Palazzo), a także Planet Hollywood/CityCenter.

### Pola golfowe
W ostatnich latach wszystkie pola golfowe przy the Strip, z wyjątkiem Desert Inn Golf Course, zostały zamknięte w wyniku zapotrzebowania na ziemię pod budowę wielkich hoteli. Inwestor Steve Wynn wykupił hotel Desert Inn i należące do niego pole golfowe. Budynek został wyburzony, a w jego miejscu, w 2005 roku otwarty został Wynn Las Vegas. Na jego terenie znalazło się zmodernizowane pole golfowe w przeszłości należące do Desert Inn.
W 2000 roku, na południe od the Strip, w pobliżu Mandalay Bay, utworzono klub golfowy Bali Hai Golf Club.

## Najważniejsze hotele przy the Strip
| Droga na północ, w kierunku Fremont Street                         |                                 |
|                                                                    | ↑                               |
| Stratosphere                                                       |                                 |
|                                                                    |                                 |
|                                                                    |                                 |
| Sahara Avenue                                                      | Sahara Avenue                   |
| Hilton Grand Vacations Club Circus Circus                          |                                 |
| Fontainebleau                                                      |                                 |
| Riviera                                                            |                                 |
|                                                                    |                                 |
| Convention Center Drive                                            |                                 |
|                                                                    | Encore                          |
| Fashion Show Mall                                                  |                                 |
| Wynn                                                               |                                 |
| Spring Mountain Road                                               | Sands Avenue                    |
| Treasure Island                                                    | The Palazzo                     |
| Treasure Island                                                    | The Venetian                    |
| The Mirage                                                         | Casino Royale                   |
| The Mirage                                                         | Harrah’s                        |
| The Mirage                                                         | Imperial Palace                 |
| Caesars Palace                                                     | Flamingo                        |
| Caesars Palace                                                     | Bill’s Gamblin’ Hall and Saloon |
| Flamingo Road                                                      | Flamingo Road                   |
| Bellagio                                                           | Bally’s                         |
| Bellagio                                                           | Paris                           |
| Cosmopolitan                                                       | Planet Hollywood, Grand Chateau |
| Vdara, The Harmon                                                  |                                 |
| Harmon Avenue                                                      | Harmon Avenue                   |
| Aria, Mandarin Oriental                                            |                                 |
| Monte Carlo                                                        |                                 |
| New York-New York                                                  | MGM Grand, The Signature        |
| Tropicana Avenue                                                   | Tropicana Avenue                |
| Excalibur                                                          | Tropicana                       |
| Luxor                                                              |                                 |
| THEHotel                                                           |                                 |
| Four Seasons, Mandalay Bay                                         |                                 |
| Russell Road                                                       |                                 |
|                                                                    |                                 |
| ↓                                                                  |                                 |
| Droga na południe, I-215 w kierunku McCarran International Airport |                                 |

## Zakupy
| Nazwa                                                     | Opis |
| --------------------------------------------------------- | --- |
| Bonanza Gift Shop 2440 Las Vegas Boulevard South          | Określany mianem największego na świecie sklepu z upominkami, zajmuje powierzchnię 3,700 m². Położony jest na północnym krańcu the Strip. |
| The Shoppes at The Palazzo 3325 Las Vegas Boulevard South | Luksusowe centrum handlowe w The Palazzo, z jednym butikiem Barneys New York w Las Vegas.                                                 |
| Fashion Show Mall 3200 Las Vegas Boulevard South          | Największe centrum handlowe w Las Vegas, zajmujące powierzchnię 175,415 m². Stanowi własność niezależną, nie podlega żadnemu z hoteli.    |
| Grand Canal Shoppes 3355 Las Vegas Boulevard South        | Luksusowe centrum handlowe w The Venetian. Elementami architektury są sztuczne kanały i gondole z gondolierami.                           |
| Miracle Mile 3667 Las Vegas Boulevard South               | Centrum handlowe w Planet Hollywood. |
| The Forum Shops at Caesars 3500 Las Vegas Boulevard South | Luksusowe centrum handlowe w Caesars Palace, ponad 160 butikami i ponad 10 restauracjami.                                                 |
| The Crystals 3720 Las Vegas Boulevard South               | Luksusowe centrum handlowe w kompleksie CityCenter.                                                                                       |

## Rozrywka
Większość rozrywkowych wydarzeń i przedstawień przy the Strip odbywa się w hotelach/kasynach lub obiektach im przyległych. Natomiast do popularnych atrakcji widocznych bezpośrednio z bulwaru należą między innymi fontannowe pokazy w Bellagio, show Sirens of TI w Treasure Island, sztuczne wulkany w The Mirage oraz przedstawienie Fall of Atlantis w Caesars Palace.

## Kina
Jednym kinem położonym bezpośrednio przy the Strip jest 10-ekranowy Regal Showcase Theatre w Showcase Mall, w pobliżu MGM Grand. Został on otwarty w 1997 roku i stanowi własność Regal Entertainment Group.

## Zamknięte lub wyburzone obiekty przy the Strip
- Big Red's Casino, zamknięty w 1982 roku, obecnie w jego miejscu znajduje się centrum handlowe.
- Boardwalk Hotel and Casino, wyburzony 9 maja 2006 roku, by zrobić miejsce dla CityCenter.
- Bourbon Street Hotel and Casino, wyburzony 6 lutego 2006 roku, obecnie wolny grunt.
- Desert Inn, wyburzony w 2004 roku, by zrobić miejsce dla Wynn Las Vegas.
- The Dunes, wyburzony w 1993 roku, obecnie w jego miejscu znajduje się Bellagio.
- El Rancho (wcześniej Thunderbird/Silverbird), zamknięty w 1992 roku i wyburzony w 2000 roku, by zrobić miejsce dla Fontainebleau.
- El Rancho Vegas, zniszczone w pożarze w 1960 roku, obecnie na części tego terenu znajduje się Hilton Grand Vacation Club, pozostały grunt pozostaje niewykorzystany.
- Glass Pool Inn, wyburzony w 2006 roku, do 1988 roku nosił nazwę Mirage Motel, która została zmieniona ze względu na otwarcie The Mirage.
- Hacienda, wyburzony w 1996 roku, obecnie w jego miejscu znajduje się Mandalay Bay.
- Holy Cow Casino Cafe and Brewery, pierwszy mikrobrowar w Las Vegas, zamknięty w 2002 roku, obecnie wolny grunt.
- Jackpot Casino, zamknięty w 1977 roku, obecnie w jego miejscu znajduje się Sahara.
- Klondike Hotel & Casino, zamknięty w 2006 roku, wyburzony w 2008 roku.
- The Landmark, wyburzony w 1995 roku, obecnie w jego miejscu znajdują się parkingi dla Las Vegas Convention Center.
- Lucky Slots Casino, zamknięty w 1981 roku, obecnie w jego miejscu znajduje się centrum handlowe.
- Lotus Inn Hotel & Casino, zamknięty w 1978 roku, obecnie w jego miejscu znajduje się Rodeway Inn.
- Money Tree Casino, zamknięty w 1979 roku, obecnie w jego miejscu znajduje się Bonanza Gift Shop.
- The New Frontier, zamknięty 16 lipca 2007 roku, wyburzony 13 listopada 2007 roku, w jego miejscu powstać miał Las Vegas Plaza, jednak projekt został wstrzymany.
- Nob Hill Casino, zamknięty w 1990 roku, obecnie w jego miejscu znajduje się Casino Royale.
- Paddlewheel Hotel & Casino, zamknięty w 1991 roku, obecnie w jego miejscu znajduje się Greek Isles Hotel & Casino.
- Sahara Hotel and Casino, zamknięty 16 maja 2011, jego właściciel Sam Nazarian dopuścił możliwość ponownego otwarcia obiektu w przyszłości[10].
- San Souci, zamknięty w 1962 roku, by zrobić miejsce dla Castaways, który z kolei został wyburzony w 1987 roku. Obecnie w jego miejscu znajduje się The Mirage.
- The Sands, wyburzony w 1996 roku, obecnie w jego miejscu znajduje się The Venetian.
- Silver City Hotel & Casino, zamknięty w 1999 roku, obecnie w jego miejscu znajduje się centrum handlowe Silver City Shopping Center.
- Silver Slipper, wyburzony w 1988 roku, obecnie w jego miejscu znajduje się Desert Inn Road Arterial.
- Stardust Resort & Casino, zamknięty 1 listopada 2006 roku, wyburzony 13 marca 2007 roku, w jego miejscu stanąć miał Echelon Place, jednak projekt został wstrzymany.
- Tally Ho Hotel, zamknięty w 1966 roku, w jego miejscu stanął Aladdin, który w 2007 roku przemianowany został na Planet Hollywood.
- Vacation Village Resort & Casino, zamknięty w 2002 roku, wyburzony w 2006 roku.
- Vegas World, wyburzony w 1995 roku, obecnie w jego miejscu znajduje się Stratosphere.
- Westward Ho Hotel and Casino, zamknięty w 2005 roku, wyburzony w 2006 roku.

## Galeria

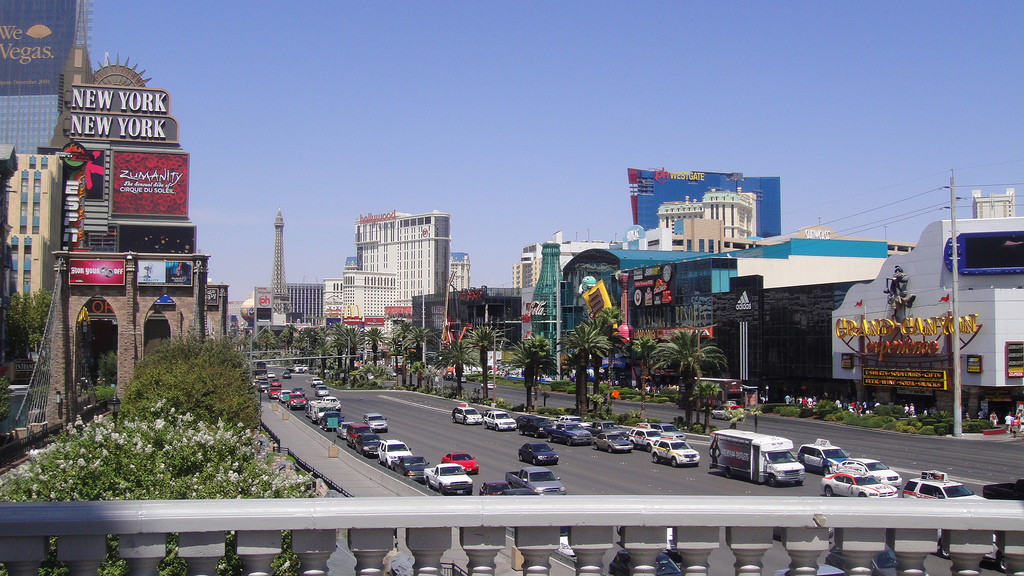
Południowy kraniec the Strip
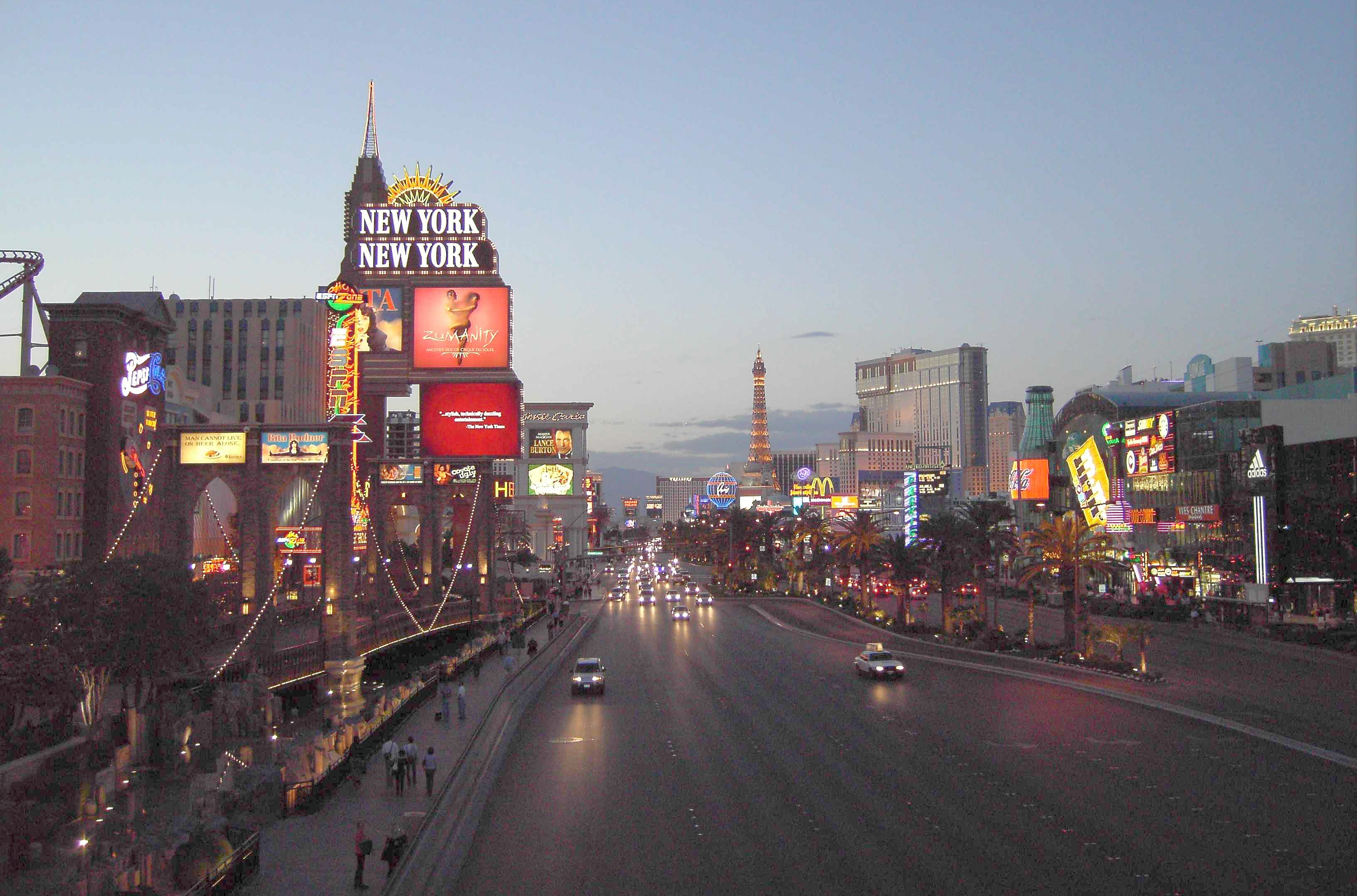
Widok na północny odcinek the Strip
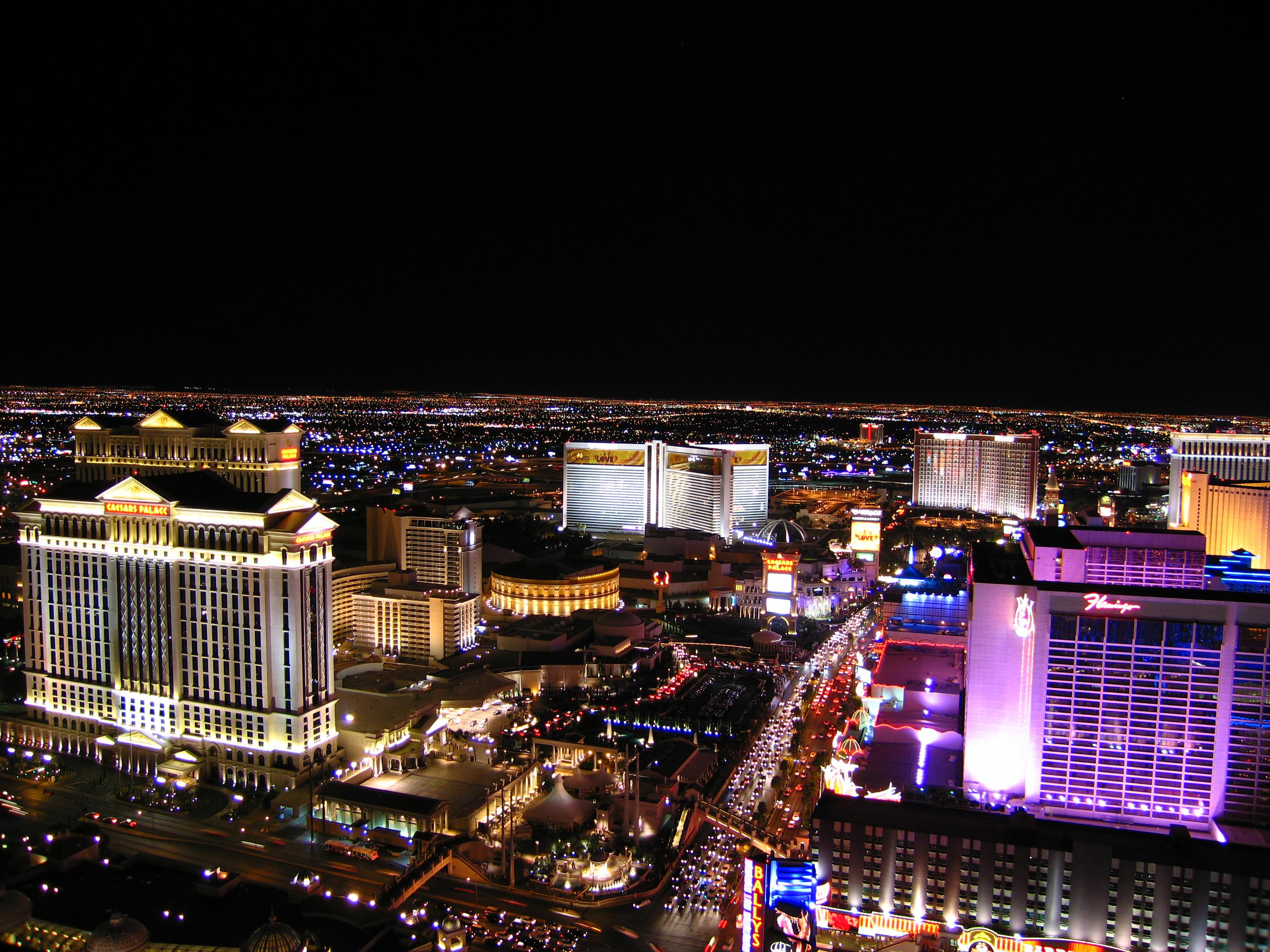
Las Vegas Strip nocą, na pierwszym planie Caesars Palace i Flamingo
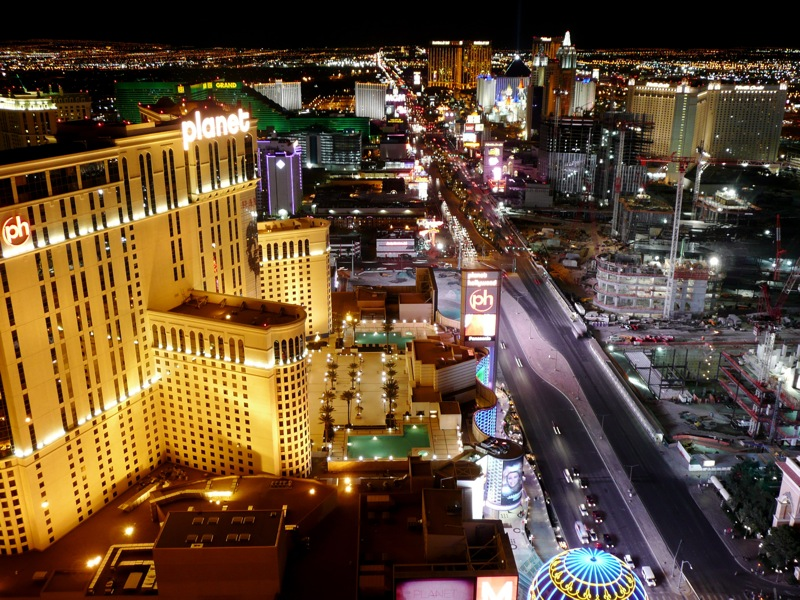
Las Vegas Strip nocą, na pierwszym planie Planet Hollywood